# Козак, Елена Евгеньевна
Елена Евгеньевна Козак (27 декабря 1987, Нефтеюганск, ХМАО) — российская биатлонистка, чемпионка и призёр чемпионата России. Мастер спорта России.

## Биография
Начинала заниматься спортом в СДЮСШОР г. Нефтеюганска под руководством тренера Сергея Николаевича Пономарева. С 2006 года занималась в ЦСП г. Ханты-Мансийска у Виктора Николаевича Мальгина. С 2009 года представляла Тюменскую область (г. Тюмень), тренеры — Леонид Александрович Гурьев и Евгений Анатольевич Пылёв.

### Юниорская карьера
На чемпионате мира среди юниоров 2007 года в Валь-Мартелло заняла четвертые места в эстафете и спринте и была пятой в гонке преследования. В том же году на юниорском чемпионате Европы в Банско была 15-й в спринте и девятой — в пасьюте.
Участница юниорского Кубка IBU в сезоне 2006/07, становилась серебряным призёром в гонке преследования на этапе в Форни-Авольтри.

### Взрослая карьера
Принимала участие в Кубке IBU в сезоне 2010/11, стартовала в трёх гонках на этапе в Анси в марте 2011 года. Лучший результат — девятое место в гонке преследования.
На уровне чемпионата России становилась чемпионкой страны в 2010 году в гонке патрулей, в 2011 году в эстафете и гонке патрулей в составе сборной Тюменской области. Также была бронзовым призёром в 2010 году в командной гонке, в 2011 году в суперспринте и масс-старте.
Победительница этапов Кубка России. Победительница соревнований "Ижевская винтовка" в эстафете (2009/10, 2010/11). Бронзовый призёр чемпионата России по летнему биатлону в индивидуальной гонке 2009 года.
Завершила спортивную карьеру в начале 2010-х годов.
Окончила Тюменский государственный нефтегазовый университет.